# جون ماكي (لاعب كرة قدم)
جون ماكي (بالإنجليزية: John Mackie)‏ هو لاعب كرة قدم بريطاني في مركز الدفاع، ولد في 5 يوليو 1976 في وايت تشابل في المملكة المتحدة. لعب مع نادي برينتفورد ونادي ريدنغ ونادي كرولي تاون ونادي ليتون أورينت.

## وصلات خارجية
- جون ماكي (لاعب كرة قدم) على موقع قاعدة بيانات كرة القدم.إي يو (الإنجليزية)
- جون ماكي (لاعب كرة قدم) على موقع Soccerbase.com (لاعب) (الإنجليزية)